# Artillery Lake
Artillery Lake (v doslovném překladu „Dělostřelecké jezero“) je 75 km dlouhé jezero v Severozápadních teritoriích Kanady.
Protéká jím Lockhartova řeka, která 30 km na západ od jižního konce jezera ústí do McLeodova zálivu Velkého Otročího jezera.
Jeho vodní plocha pokrývá 535 km², celková rozloha jezera i s ostrovy je 551 km².
Povodí Artillery Lake zahrnuje 26 600 km².

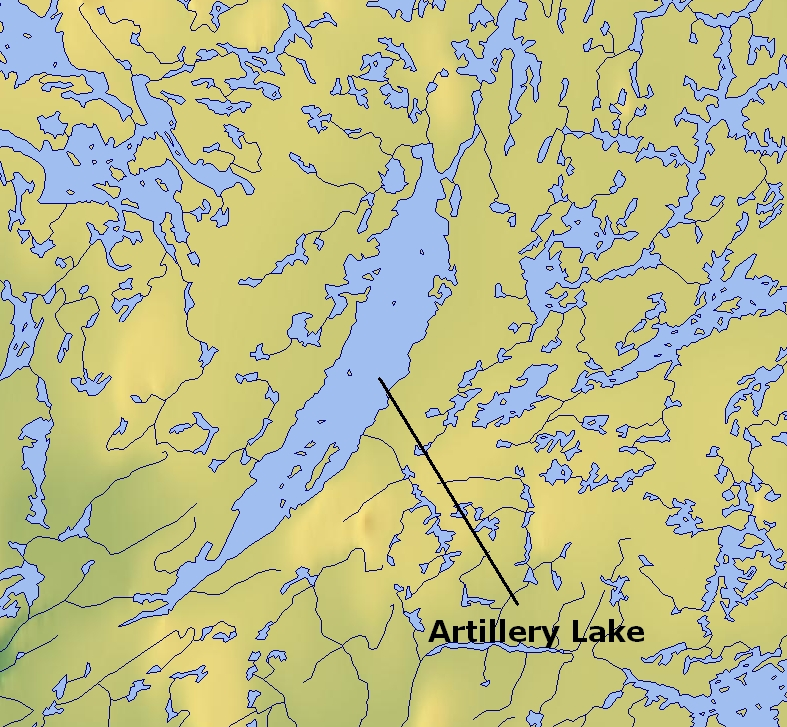
Mapa Artillery Lake a okolí